# Porte des Canonniers
La porte des Canonniers est une porte située à Saint-Quentin, en France. Erigée en 1687 grâce à un don du roi Louis XIV, elle constitue l'unique vestige de l'hôtel de la compagnie des Canonniers-Arquebusiers de Saint-Quentin.

## Localisation
La porte est située sur la commune de Saint-Quentin, dans le département de l'Aisne.

## Historique
Le monument est inscrit au titre des monuments historiques en 1930.